# Dęba Opoczyńska
Dęba Opoczyńska – stacja kolejowa w Dęborzeczce, w województwie łódzkim, w Polsce. Stacja posiada dwa perony. Istnieje też budynek należący dawniej do stacji w którym mieściły się poczekalnie i kasy biletowe.

## Ruch pasażerski
| Rok  | Wymiana pasażerska na dobę |
| ---- | -------------------------- |
| 2017 | –                          |
| 2022 | 20-49                      |